# 103770 Wilfriedlang
103770 Wilfriedlang è un asteroide della fascia principale. Scoperto nel 2000, presenta un'orbita caratterizzata da un semiasse maggiore pari a 3,1398616 UA e da un'eccentricità di 0,1272682, inclinata di 16,58618° rispetto all'eclittica.